# Hybopsis hypsinotus
Hybopsis hypsinotus är en fiskart som först beskrevs av Cope, 1870.  Hybopsis hypsinotus ingår i släktet Hybopsis och familjen karpfiskar. Inga underarter finns listade i Catalogue of Life.